# C. J. McCollum
Christian James „C. J.“ McCollum (* 19. September 1991 in Canton, Ohio) ist ein US-amerikanischer Basketballspieler, der bei den New Orleans Pelicans in der NBA unter Vertrag steht. Er gewann in der Saison 2015/16 den NBA Most Improved Player Award für den meistverbesserten Spieler der Saison.

## College
McCollum spielte vier Jahre für die Lehigh University in der Collegeliga NCAA. In diesen Jahren fiel er als guter Schütze auf und erzielte in seinem letzten Spieljahr als Senior im Durchschnitt 23,9 Punkte.
In seiner Zeit am College wurde er jeweils zweimal ins All-American Team gewählt und 2009/10 sowie 2011/12 als Spieler des Jahres der Patriot League ausgezeichnet. Er schloss 2013 sein Studium im Fach Journalistik ab.

## NBA
Er wurde im NBA Draft 2013 an zehnter Stelle von den Portland Trail Blazers ausgewählt. Kein anderer Spieler der Lehigh University vor ihm wurde in der Geschichte des Auswahlverfahrens an einer höheren Stelle aufgerufen.
Aufgrund eines Fußbruchs setzte McCollum die ersten sechs Wochen seiner ersten NBA-Saison aus. Am 8. Januar 2014 gab er gegen die Orlando Magic sein NBA-Debüt und erzielte dabei 4 Punkte. Er konnte sich jedoch nicht dauerhaft in die Rotation spielen und erzielte in seinem ersten Jahr im Durchschnitt 5,3 Punkte in 38 Saisonspielen.
In seinem zweiten Jahr verbuchte McCollum durchschnittlich 6,8 Punkte. Er rutschte aufgrund der Verletzung von Wesley Matthews in die Startaufstellung und überzeugte vor allem in den Playoffs, in denen er in fünf Spielen im Durchschnitt 17 Punkte erzielte und 56 % seiner Würfe traf. In seinem dritten NBA-Jahr wurde McCollum endgültig zur Stammkraft in der Anfangsaufstellung und stellte mit Damian Lillard einen offensivstarken Rückraum. McCollum verbesserte seine Statistiken auf 20,8 Punkte, 3,8 Rebounds und 4,3 Assists pro Spiel, wofür er mit dem NBA Most Improved Player Award ausgezeichnet wurde. Zwischen 2017 und 2022 stand er in all seinen Einsätzen für Portland in der Anfangsaufstellung. Den besten Punkteschnitt seine Zeit in Portland erreichte McCollum 2020/21 mit 23,1 je Begegnung.
Im Februar 2022 war er erstmals in seiner Laufbahn als Berufsbasketballspieler Gegenstand eines Tauschhandels: Zusammen mit seinen Mannschaftskameraden Larry Nance Jr. und Tony Snell wurde er an die New Orleans Pelicans abgegeben, im Gegenzug erhielt Portland die Rechte an Nickeil Alexander-Walker, Josh Hart, Didi Louzada und Tomáš Satoranský.

## Karriere-Statistiken

### NBA

#### Hauptrunde
| Saison  | Team                   | GP  | GS  | MPG  | FG % | 3P % | FT % | RPG | APG | SPG | BPG | PPG  |
| ------- | ---------------------- | --- | --- | ---- | ---- | ---- | ---- | --- | --- | --- | --- | ---- |
| 2013–14 | Portland               | 38  | 0   | 12.5 | .416 | .375 | .676 | 1.3 | 0.7 | 0.4 | 0.1 | 5.3  |
| 2014–15 | Portland               | 62  | 3   | 15.7 | .436 | .396 | .699 | 1.5 | 1.0 | 0.7 | 0.1 | 6.8  |
| 2015–16 | Portland               | 80  | 80  | 34.8 | .448 | .417 | .827 | 3.2 | 4.3 | 1.2 | 0.3 | 20.8 |
| 2016–17 | Portland               | 80  | 80  | 35.0 | .480 | .421 | .912 | 3.6 | 3.6 | 0.9 | 0.5 | 23.0 |
| 2017–18 | Portland               | 81  | 81  | 36.1 | .443 | .397 | .836 | 4.0 | 3.4 | 1.0 | 0.4 | 21.4 |
| 2018–19 | Portland               | 70  | 70  | 33.9 | .459 | .375 | .828 | 4.0 | 3.0 | 0.8 | 0.4 | 21.0 |
| 2019–20 | Portland               | 70  | 70  | 36.5 | .451 | .379 | .757 | 4.2 | 4.4 | 0.8 | 0.6 | 22.2 |
| 2020–21 | Portland               | 47  | 47  | 34.0 | .468 | .402 | .812 | 3.9 | 4.7 | 0.9 | 0.4 | 23.1 |
| 2021–22 | Portland / New Orleans | 62  | 62  | 34.6 | .460 | .388 | .682 | 4.3 | 5.1 | 1.1 | 0.4 | 22.1 |
| 2022–23 | New Orleans            | 75  | 75  | 35.3 | .437 | .389 | .769 | 4.4 | 5.7 | 0.9 | 0.5 | 20.9 |
| 2023–24 | New Orleans            | 66  | 66  | 32.7 | .459 | .429 | .827 | 4.3 | 4.6 | 0.9 | 0.6 | 20.0 |
| Gesamt  | Gesamt                 | 731 | 634 | 32.1 | .454 | .399 | .806 | 3.6 | 3.8 | 0.9 | 0.4 | 19.5 |

#### Play-offs
| Saison  | Team        | GP | GS | MPG  | FG % | 3P % | FT %  | RPG | APG | SPG | BPG | PPG  |
| ------- | ----------- | -- | -- | ---- | ---- | ---- | ----- | --- | --- | --- | --- | ---- |
| 2013–14 | Portland    | 6  | 0  | 4.0  | .091 | .000 | 1.000 | 0.2 | 0.0 | 0.0 | 0.0 | 0.7  |
| 2014–15 | Portland    | 5  | 1  | 33.2 | .478 | .478 | .769  | 4.0 | 0.4 | 1.2 | 0.2 | 17.0 |
| 2015–16 | Portland    | 11 | 11 | 40.2 | .426 | .345 | .804  | 3.6 | 3.3 | 0.9 | 0.5 | 20.5 |
| 2016–17 | Portland    | 4  | 4  | 35.0 | .400 | .500 | .938  | 6.0 | 1.0 | 1.0 | 0.5 | 22.5 |
| 2017–18 | Portland    | 4  | 4  | 38.8 | .519 | .423 | .769  | 2.0 | 3.5 | 1.3 | 0.3 | 25.3 |
| 2018–19 | Portland    | 16 | 16 | 39.7 | .440 | .393 | .732  | 5.0 | 3.7 | 0.8 | 0.6 | 24.7 |
| 2019–20 | Portland    | 5  | 5  | 39.2 | .444 | .371 | .682  | 5.8 | 3.2 | 1.2 | 0.4 | 23.2 |
| 2020–21 | Portland    | 6  | 6  | 40.0 | .439 | .333 | .769  | 6.0 | 4.3 | 0.3 | 0.7 | 20.7 |
| 2021–22 | New Orleans | 6  | 6  | 39.0 | .392 | .333 | .692  | 6.7 | 4.8 | 0.7 | 0.8 | 22.2 |
| 2023–24 | New Orleans | 4  | 4  | 37.0 | .419 | .241 | 1.000 | 4.8 | 4.8 | 1.8 | 0.8 | 17.8 |
| Gesamt  | Gesamt      | 67 | 57 | 35.5 | .433 | .368 | .766  | 4.4 | 3.1 | 0.9 | 0.5 | 20.1 |